# NGC 603
NGC 603 é um sistema estelar triplo na direção da constelação de Triangulum. O objeto foi descoberto pelo astrônomo William Parsons em 1850, usando um telescópio refletor com abertura de 72 polegadas. 